# Mysuru (Division)
Mysuru, ehemals Mysore, ist eine Division im indischen Bundesstaat Karnataka.

## Distrikte
Die Division Mysore gliedert sich in acht Distrikte:
| Distrikt         | Verwaltungssitz | Fläche in km² | Einwohner (2001) | Ew./km² |
| ---------------- | --------------- | ------------- | ---------------- | ------- |
| Chamarajanagar   | Chamarajanagar  | 5.101         | 965.462          | 189     |
| Chikkamagaluru   | Chikkamagaluru  | 7.201         | 1.140.905        | 158     |
| Dakshina Kannada | Mangaluru       | 4.560         | 1.897.730        | 416     |
| Hassan           | Hassan          | 6.814         | 1.721.669        | 253     |
| Kodagu           | Madikeri        | 4.102         | 548.561          | 134     |
| Mandya           | Mandya          | 4.961         | 1.763.705        | 356     |
| Mysuru           | Mysuru          | 6.854         | 2.641.027        | 385     |
| Udupi            | Udupi           | 3.880         | 1.112.243        | 287     |